# Potez 17
Le Potez 17 est un biplan monomoteur français conçu en 1923.

## Historique
Le Potez 17 est construit par la société des Aéroplanes Henry Potez et dérive directement du Potez XV. 

Cet avion est conçu pour répondre aux contraintes imposées à la Bulgarie par le Traité de Neuilly. Vaincu à la fin de la Première Guerre mondiale, ce pays a interdiction de posséder une aviation militaire. Pour contourner cette situation, la Bulgarie acquiert des avions déclarés comme « civils » ou « postaux ».
La conception du Potez 17 débute en 1923. Il est identique au Potez XV, à l'exception de l'armement, qui n'est pas monté et d'une augmentation de masse, liée à l'emport d'un plus grand volume d'essence.
Le Potez 17 est officiellement déclaré comme un avion postal et mis en service en 1926 en Bulgarie. Il y sert en tant qu'avion de reconnaissance et de bombardement. Il est ensuite rééquipé d'une tourelle arrière.

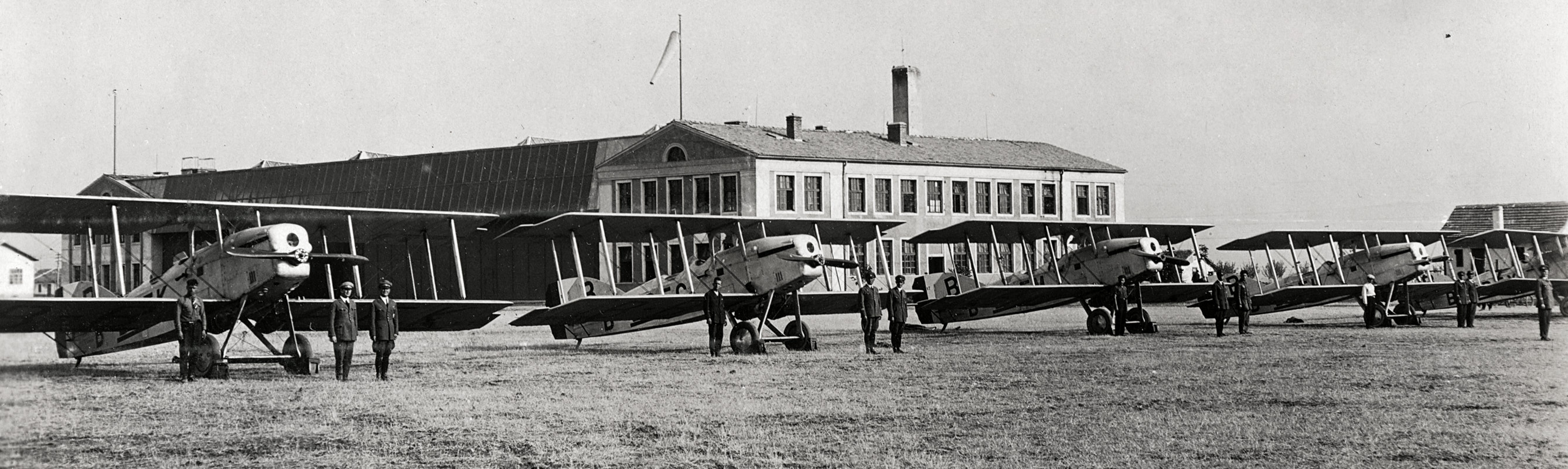
Potez XVII en Bulgarie, 1928.

## Utilisateurs
- Bulgarie : Armée du royaume de Bulgarie. Six exemplaires sont importés.